# هرلی (تنسی)
هرلی (به انگلیسی: Hurley) یک منطقهٔ مسکونی در ایالات متحده آمریکا است که در شهرستان هاردین، تنسی واقع شده‌است. هرلی ۱۳۸٫۹۹ متر بالاتر از سطح دریا واقع شده‌است.